# 天主圣三堂 (克雷马)
天主圣三堂（chiesa della Santissima Trinità）是一座罗马天主教教堂，巴洛克风格，位于意大利伦巴第大区克雷莫纳省克雷马.历史中心，修建于1737-1740年，建筑师Andrea Nono，1740年祝圣。

## 历史
关于克雷马圣三堂存在的第一个文献记载是1095年3月16日教宗签署的诏书。这座教堂可能建于10世纪末、11世纪初。。

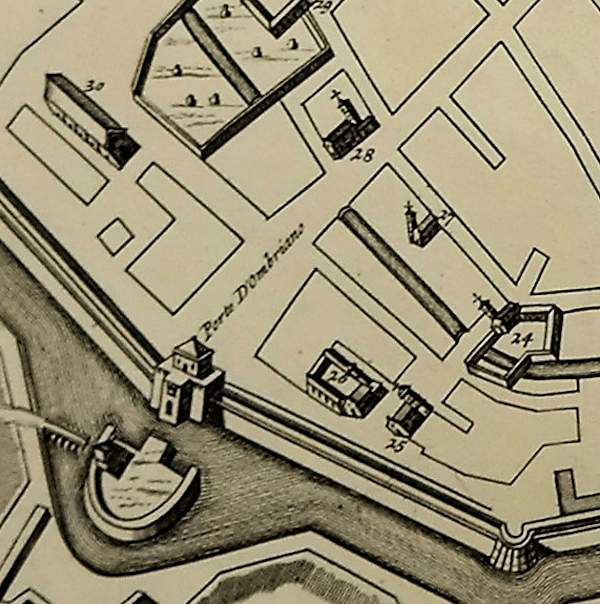
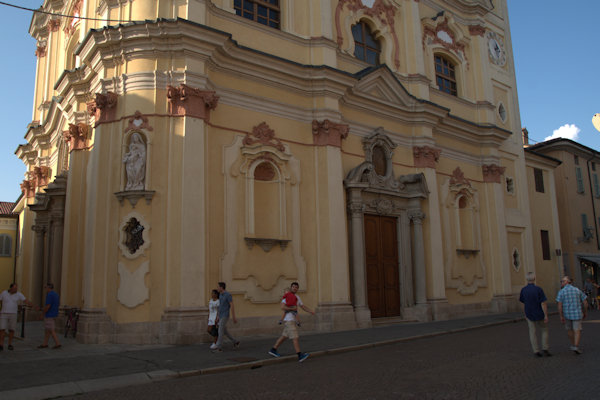
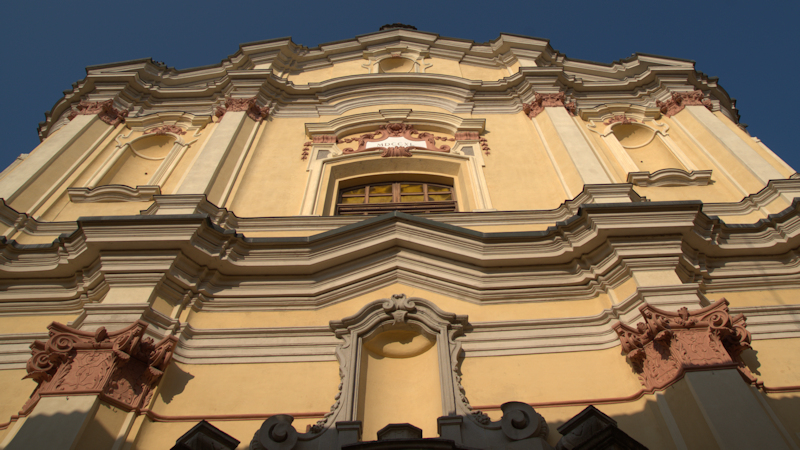
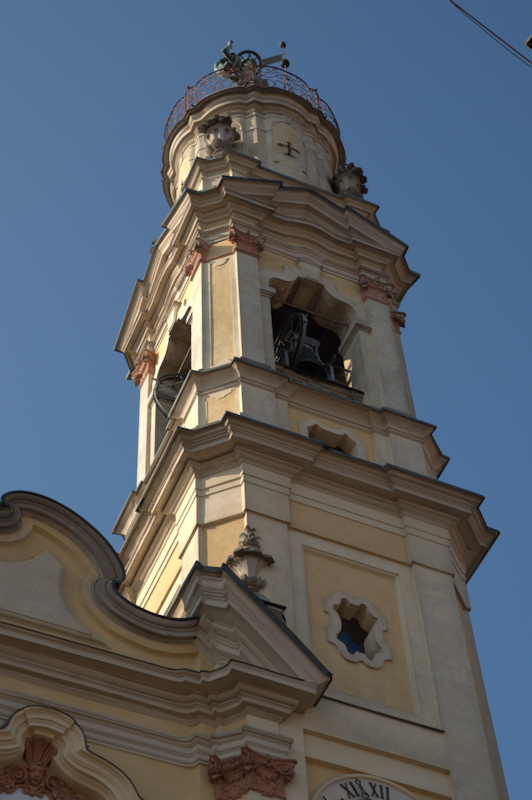
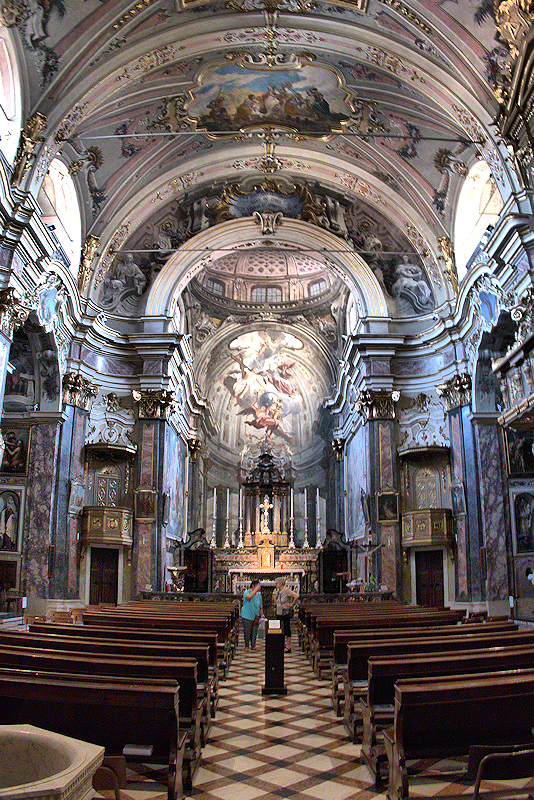
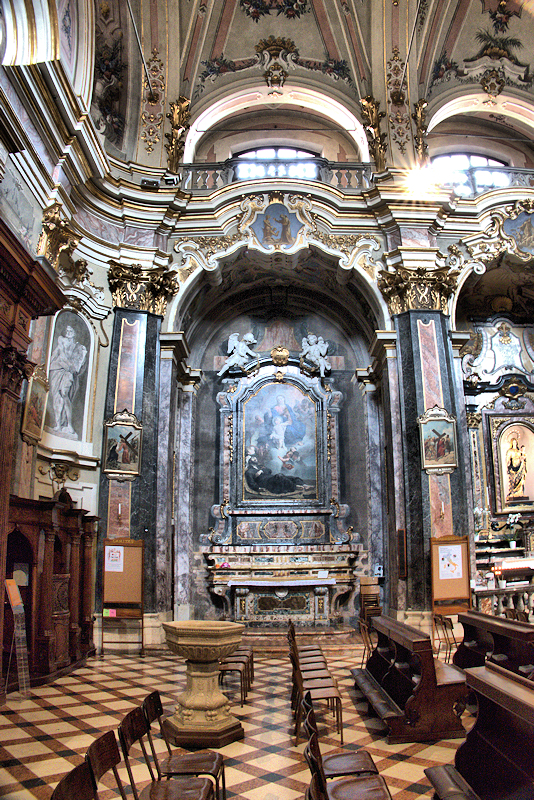
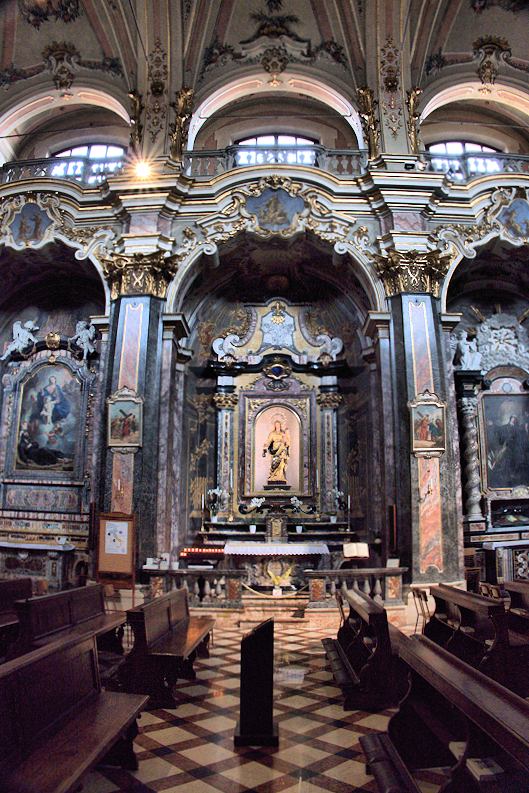
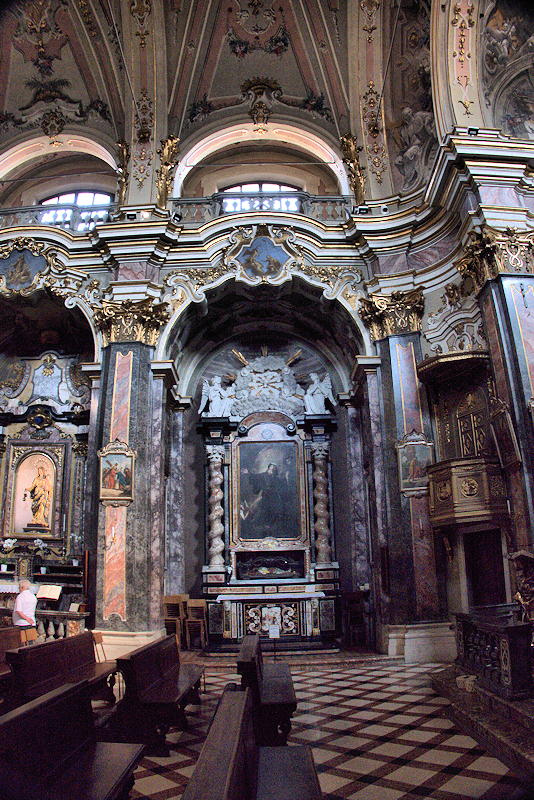
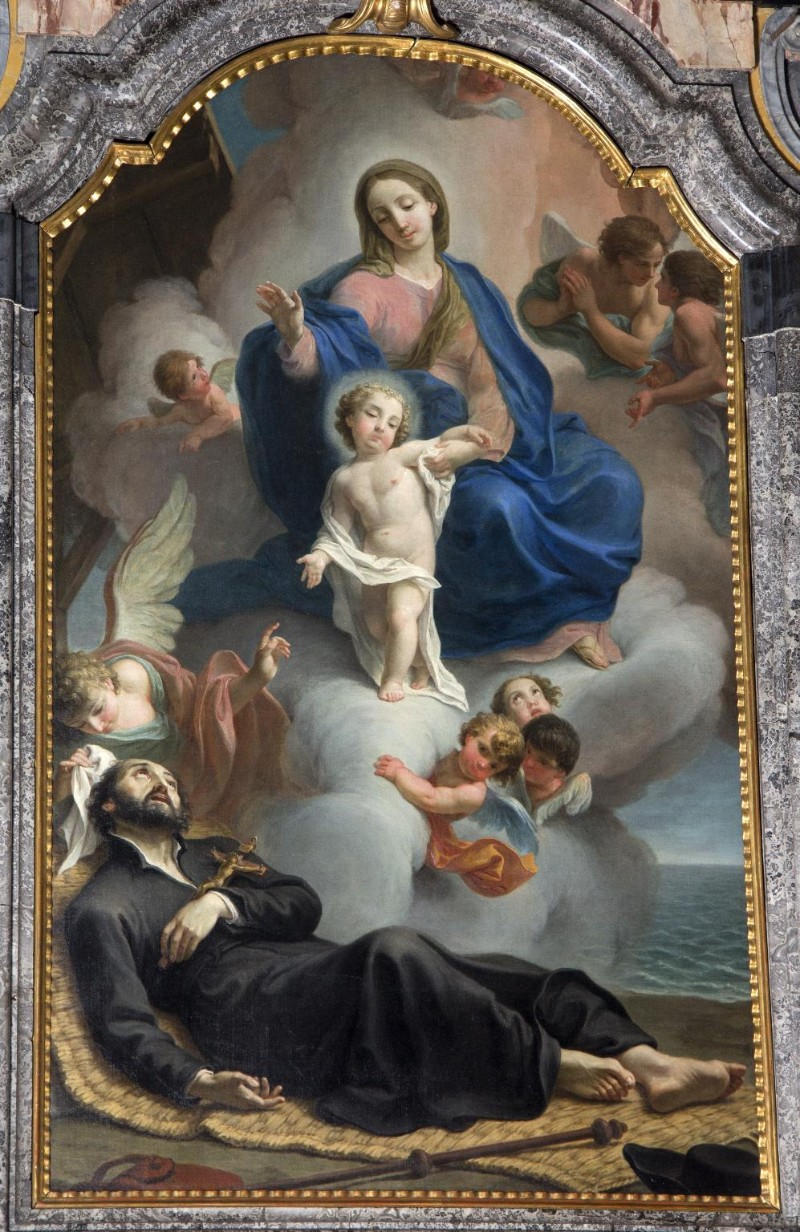
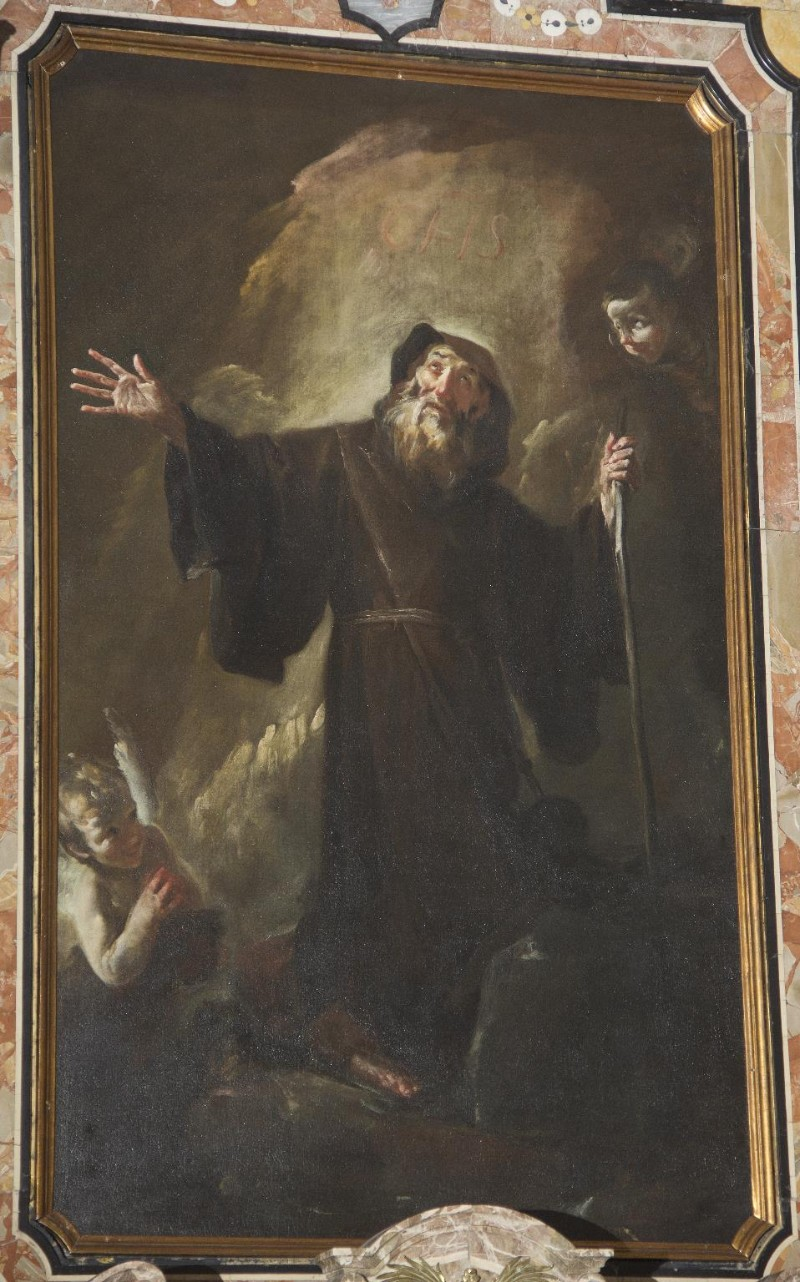
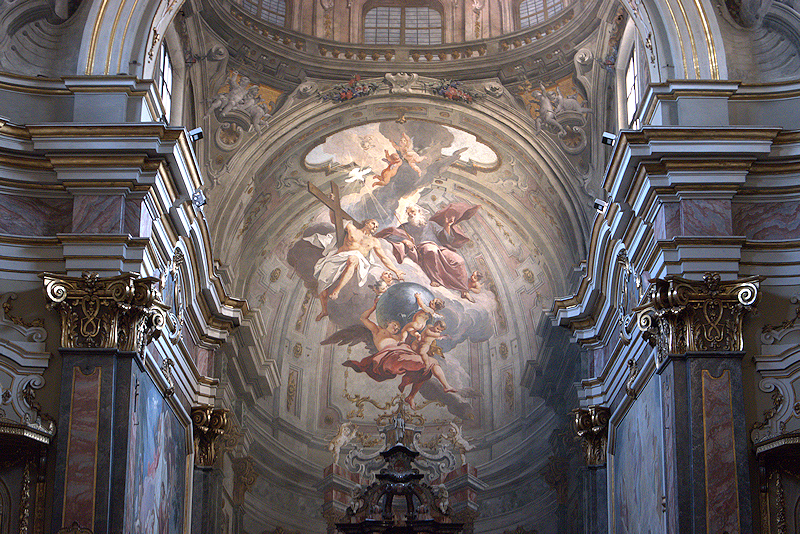
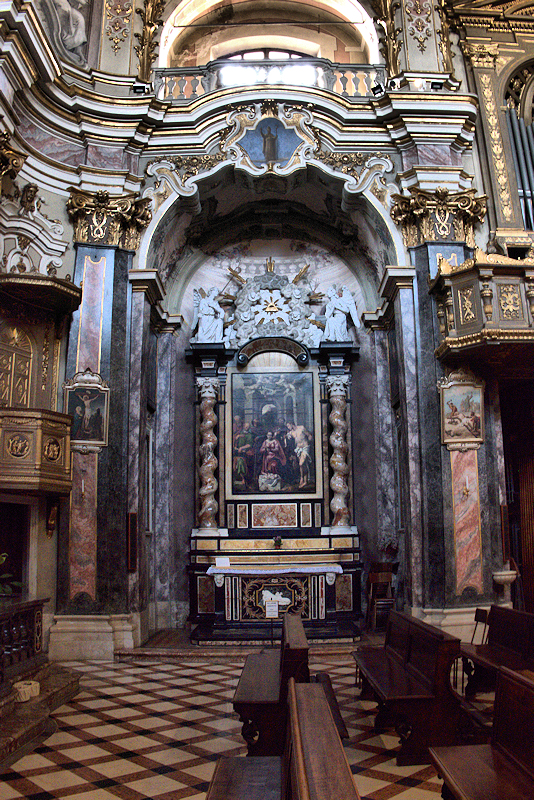
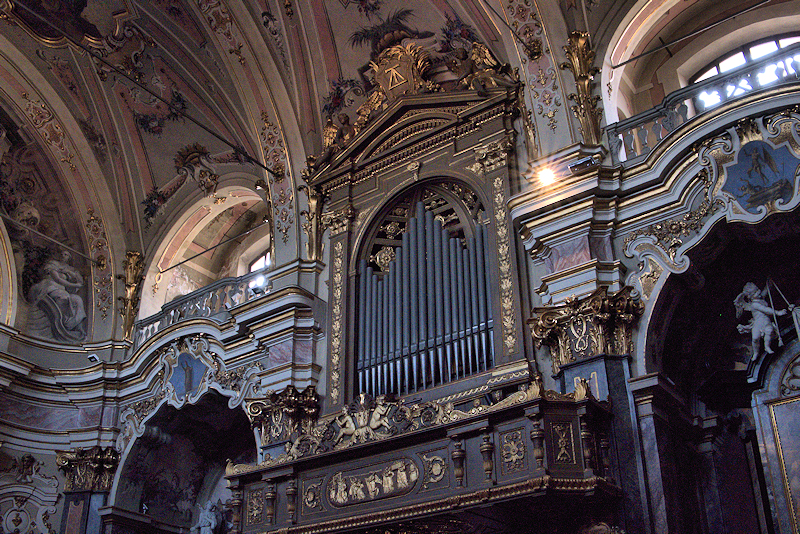
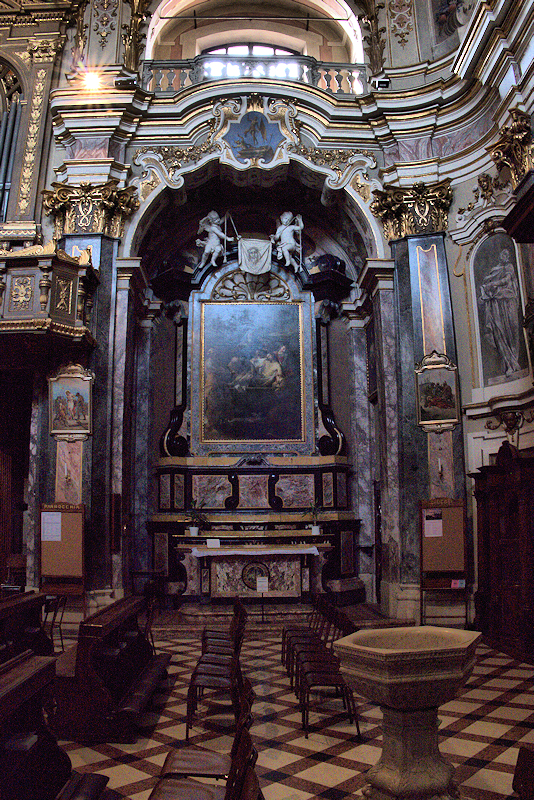
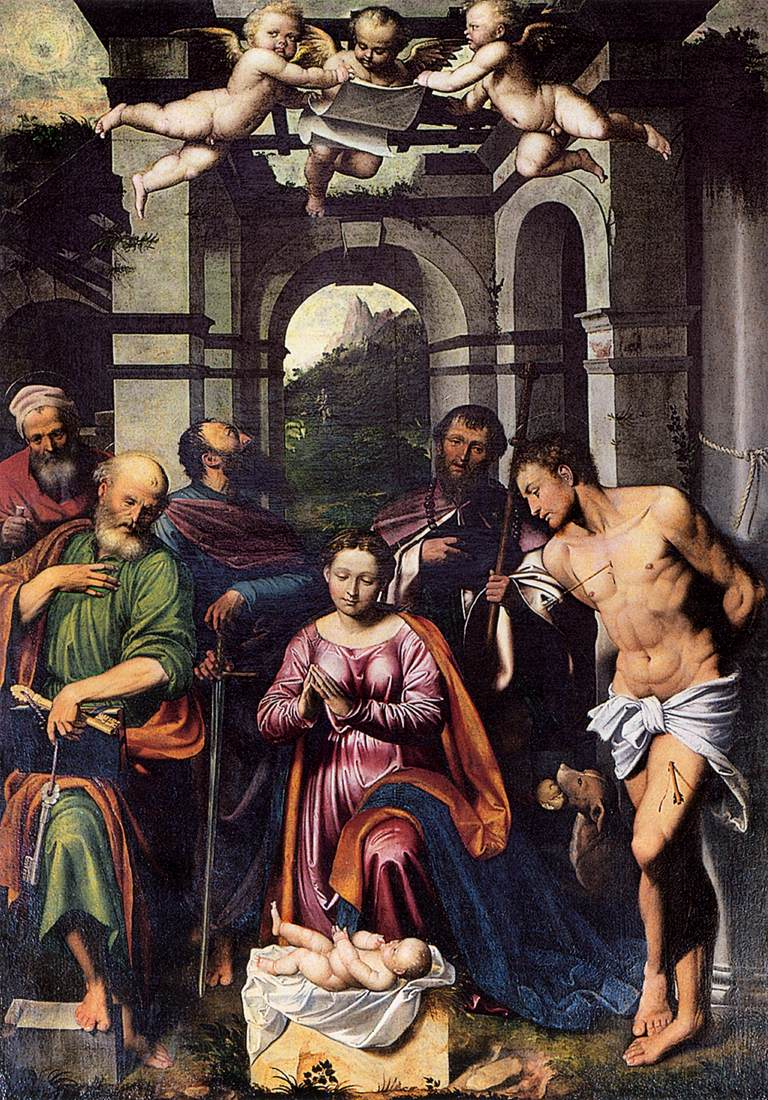
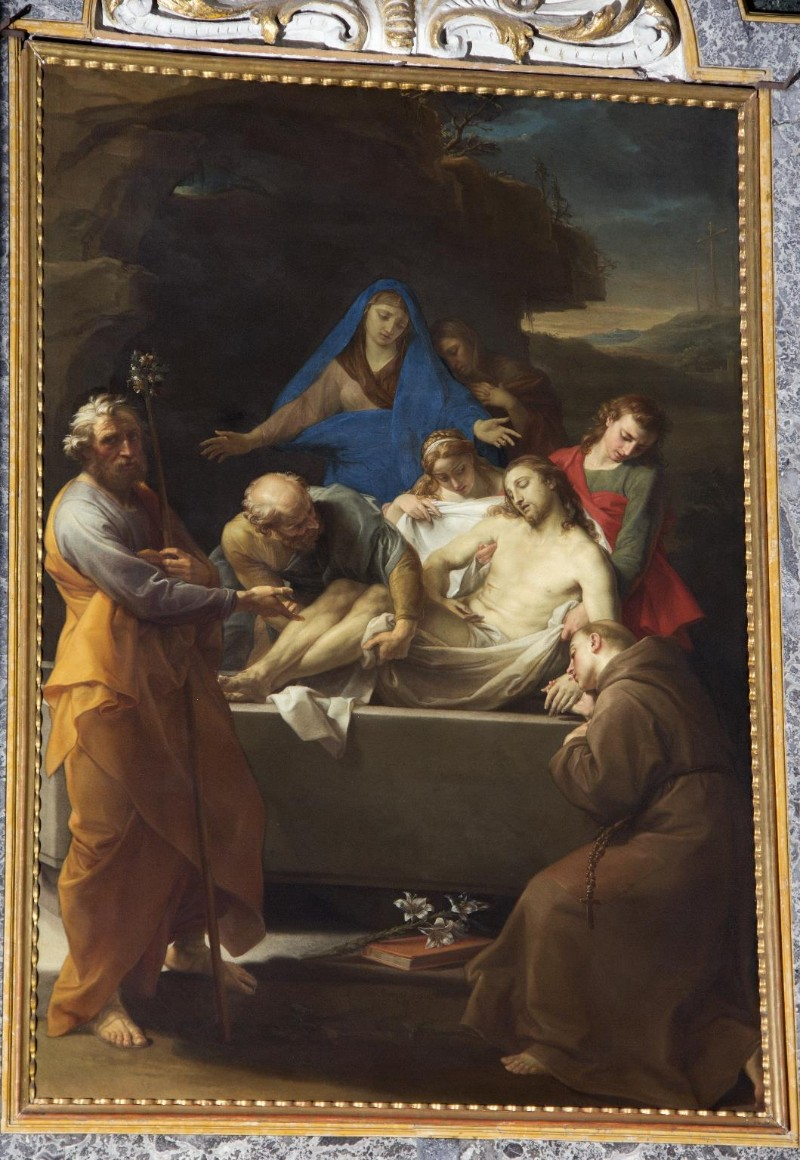
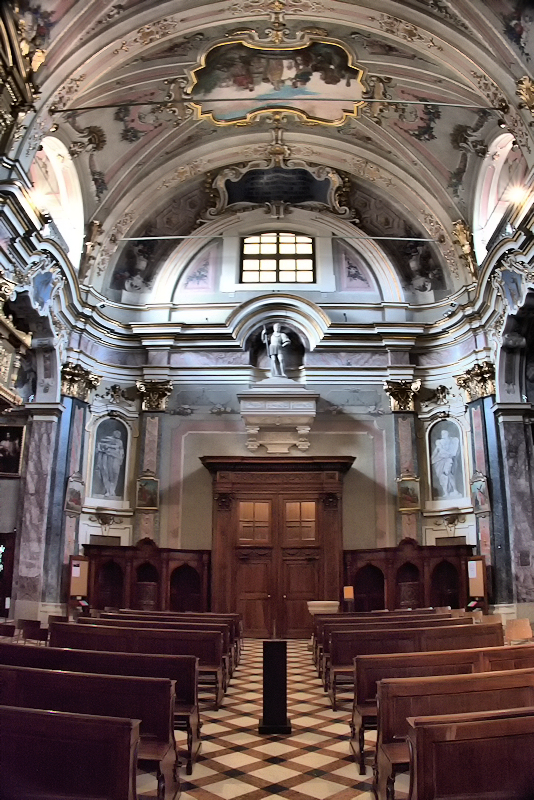
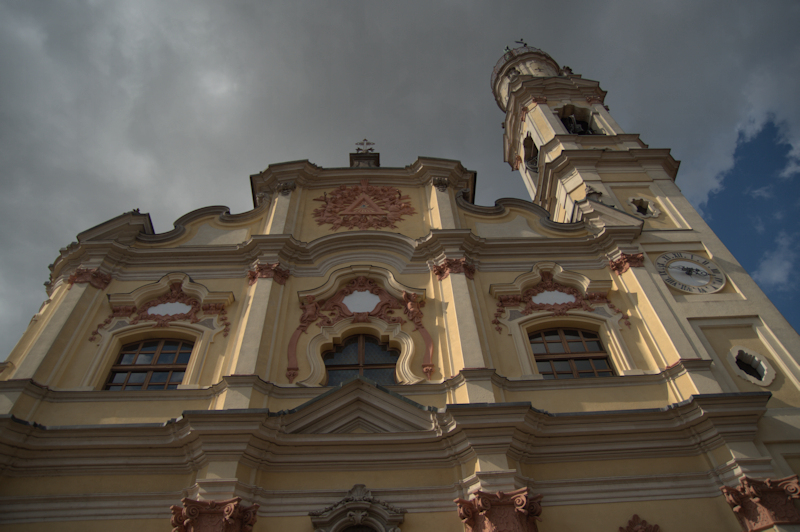
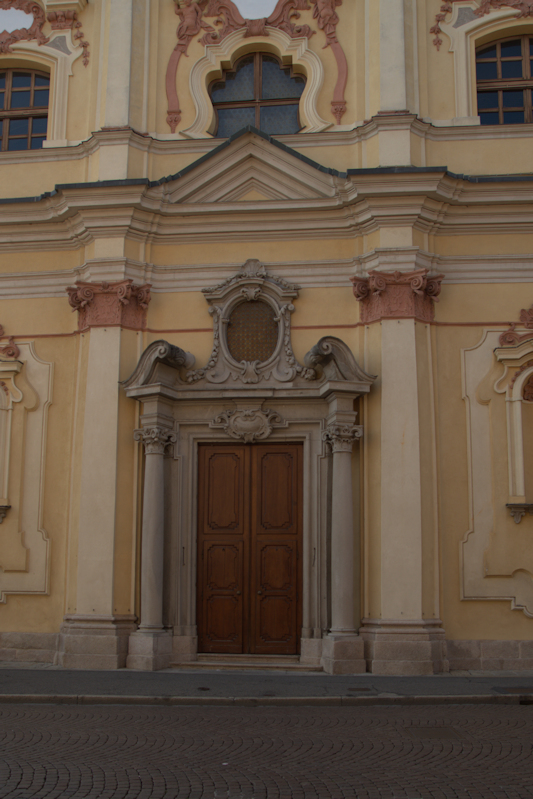
Il portale laterale
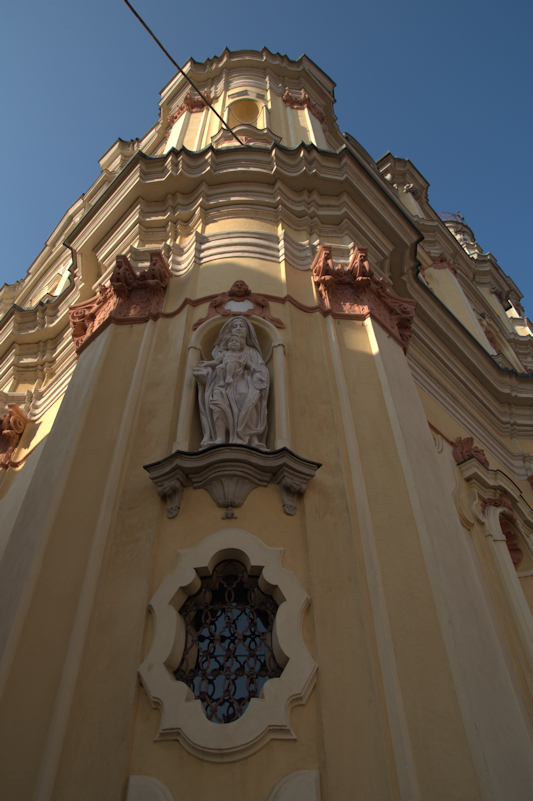
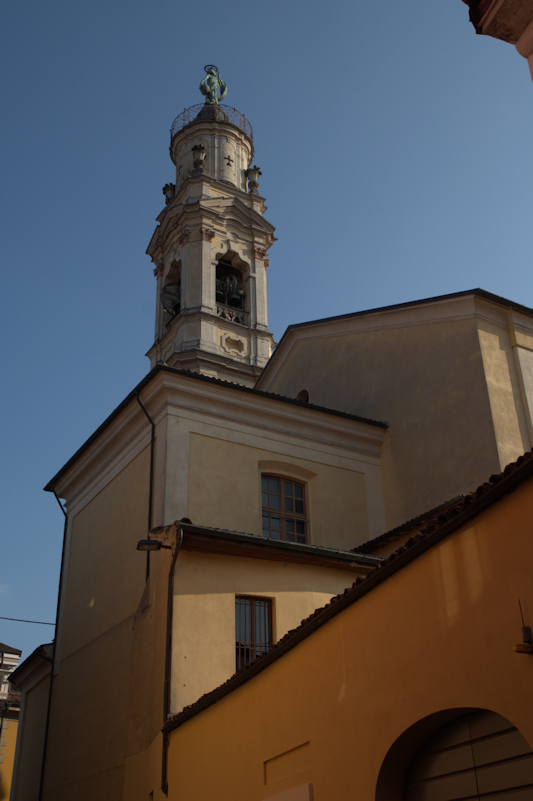
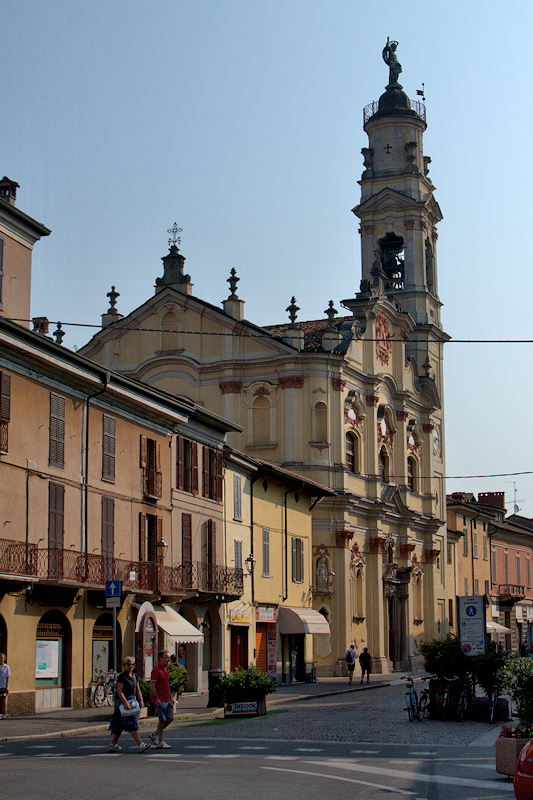
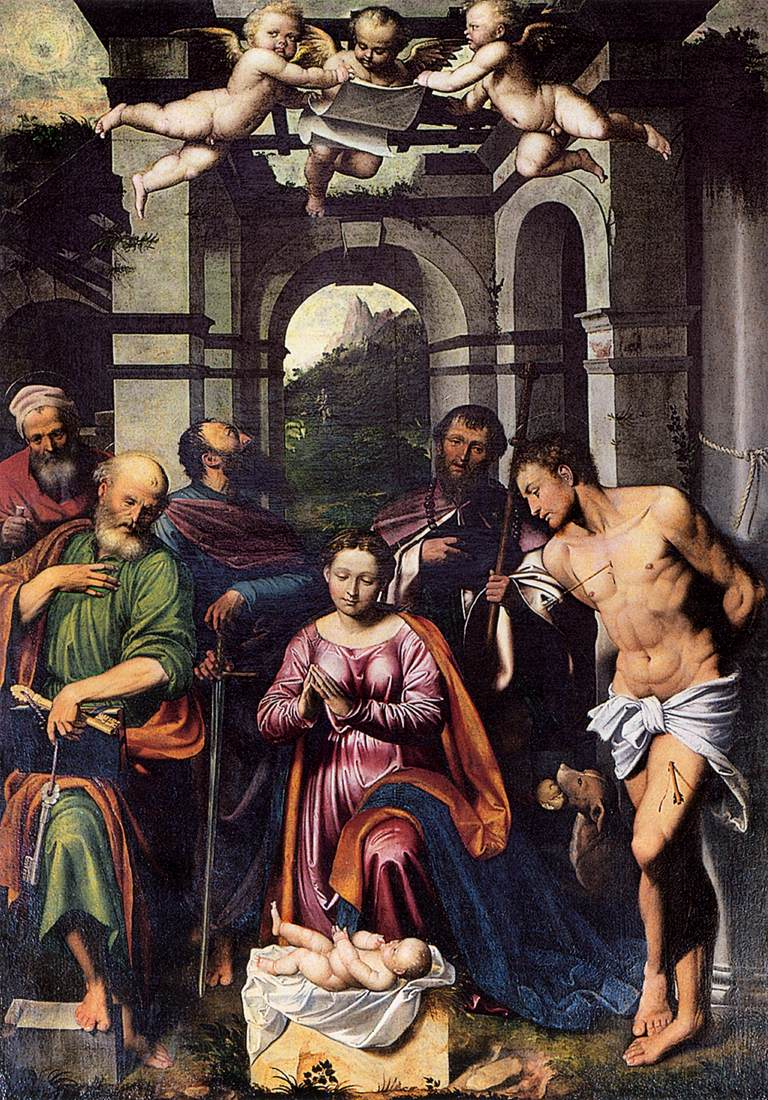
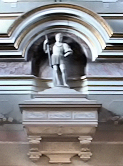